# Печінка сірчана
Печінка сірчана (рос. печень серная, англ. sulphuric fusion, нім. Schwefelleber f) — сплав мінералу з потрійною кількістю соди, одержаний за допомогою паяльної трубки. Встановлюється при первинному випробуванні мінералів на вміст сірки, яка при сплавленні перейшла в Na2S. Якщо такий сплав покласти на срібну монету і змочити краплею води, то при наявності в мінералі сірки на монеті з'явиться чорна або бура пляма сірчаного срібла (Ag2S).